# Wie kocht man in Erez-Israel
Wie kocht man in Erez-Israel (tdl. ‘Cómo cocinar en la Tierra de Israel’, en hebreo: איך לבשל בארץ ישראל‎, romanizado: Eikh le-Vashel be-Eretz Israel) es un libro de cocina de 1936 escrito por la economista doméstica alemana Erna Meyer en colaboración con la profesora de cocina Milka Saphir y publicado por la Organización Mundial de Mujeres Sionistas (WIZO). Se considera ampliamente el primer libro de cocina judío impreso en Palestina durante el Mandato británico.
Meyer se propuso transformar los hábitos culinarios de los inmigrantes judíos en Palestina. El libro instaba a las amas de casa judías a abandonar la cocina europea tradicional, caracterizada por un alto consumo de carne y conservas, en favor de una dieta más sencilla, basada en plantas, basada en productos locales, el clima y los ideales nacionales. Meyer promovió verduras y frutas ajenas a los judíos europeos inmigrantes, como berenjenas, calabacines, aceitunas y quimbombó, presentando técnicas prácticas para hacerlas más aceptables. No obstante, Meyer se mantuvo arraigada en las tradiciones culinarias centroeuropeas, y su interacción con la cocina palestina local fue mínima y distante.
El recetario se centraba en la salud, la economía y la identidad nacional, enmarcando la cocina como un espacio de transformación cultural. Más allá de las recetas, el libro promovía productos judíos y se alineaba con el movimiento Totzeret HaAretz, que apoyaba la industria judía. Su formato trilingüe ( hebreo, alemán e inglés) reflejaba tanto las necesidades prácticas de comunicación como los objetivos ideológicos, como la recuperación del idioma hebreo. El libro fue un éxito entre los inmigrantes judíos y fue elogiado por figuras sionistas por su papel en la educación doméstica y la adaptación cultural.

## Antecedentes
A principios del siglo XX, oleadas de inmigración trajeron a cientos de miles de judíos, principalmente de Europa Oriental, a establecerse en el Mandato británico de Palestina. Entre 1933, cuando Adolf Hitler llegó al poder, y 1941, cuando se prohibió la emigración de la Alemania nazi, aproximadamente 60.000 judíos alemanes huyeron a Palestina. Casi un tercio de los inmigrantes eran mujeres casadas que se habían encargado principalmente de las tareas domésticas antes de emigrar. Adaptarse al clima palestino, a la comida desconocida y a los nuevos electrodomésticos les planteó grandes desafíos. Incluso con orientación específica, muchas mujeres no estaban preparadas para las exigencias prácticas de las tareas domésticas en su nuevo entorno.
Entre los inmigrantes alemanes en Palestina se encontraba Erna Meyer, experta en economía doméstica publicada y quien llegó en 1933. Wie kocht man in Erez-Israel, su primer libro en Palestina, fue publicado en Tel Aviv en 1936 por la Organización Mundial de Mujeres Sionistas (WIZO). Meyer se basó en la experiencia de su coautora, Milka Saphir. El título del libro varía según las secciones: mientras que las ediciones en hebreo y alemán utilizan el término Eretz Israel, el término hebreo para la Tierra de Israel, la versión en inglés se titula How to Cook in Palestine («Cómo cocinar en Palestina»); no se da ninguna razón explícita para esta inconsistencia.

## Contenido

### Ética culinaria
Aunque Meyer se consideraba a sí misma y a su público europeos, el libro insta a las amas de casa judías a abandonar conscientemente los hábitos culinarios europeos habituales en favor de una cocina alineada con la Tierra de Israel, tanto en ingredientes como en su filosofía. Para Meyer, los hábitos culinarios europeos se caracterizaban por el uso mínimo de lácteos frescos, una dependencia excesiva de alimentos en conserva, rutinas de cocina prolongadas y una dieta desproporcionadamente centrada en la carne. Meyer afirma que el propósito del libro es «liberar nuestra cocina de sus tradiciones galuth ... y adaptarnos de todo corazón a la cocina palestina saludable». Enmarcó este cambio no solo como una cuestión de salud y economía, sino como un paso vital para arraigar la vida judía en la «vieja-nueva patria». Al enfatizar los productos locales y los métodos de preparación sencillos, adaptados al clima cálido de la región, el libro de cocina buscaba estandarizar las prácticas domésticas y fomentar una cultura gastronómica unificada y distintivamente local.
Wie kocht man in Erez-Israel contiene 208 recetas. Suelen ser escasas en detalles y a menudo omiten medidas precisas, probablemente debido a los variados antecedentes culinarios de los lectores inmigrantes y a la ausencia de un sistema estandarizado de medición. En lugar de romantizar ingredientes desconocidos, los presenta como prácticos, beneficiosos y adaptables. El libro se centra principalmente en recetas vegetarianas, no por preocupación por la escasez, sino como reflejo de un patrón más amplio en los libros de cocina sionistas de la época que buscaban distanciarse de los hábitos alimenticios de la diáspora judía, con un alto consumo de carne y a menudo considerados poco saludables.
Si bien critica las costumbres alimentarias europeas por considerarlas poco saludables e irracionales, pocas recetas del libro de cocina de Meyer tienen sus raíces en la gastronomía de Oriente Medio; la mayoría son platos europeos adaptados a las condiciones contemporáneas de Palestina. Esto incluye versiones modificadas de goulash y chucrut, y una sección completa sobre platos de patata, un alimento básico en la cocina judía de Europa del Este. Sin embargo, insta a las amas de casa a considerar la posibilidad de sustituir las patatas, que eran caras en Palestina, por arroz o bulgur, más accesibles, y a sustituir la mantequilla por aceite de oliva.
El objetivo de Mayer no era atraer con novedades, sino aliviar la aprensión, especialmente entre los inmigrantes de Europa central y oriental, que no estaban familiarizados con (y eran reacios a comer) muchas frutas y verduras cultivadas en Palestina, incluidas las berenjenas, los calabacines, las aceitunas y el quimbombó. Saphir había trabajado durante años con estas «frutas especiales nativas» en la escuela de economía doméstica de WIZO. Por ejemplo, una receta de ensalada de berenjena y huevo está diseñada explícitamente para quienes no les gusta el sabor de la verdura, empleando métodos de ebullición, fritura y a la parrilla para neutralizar su sabor. De manera similar, sugiere servir aceitunas como untable para pan para hacerlas más apetecibles. Las verduras exóticas también se introducen a través de formas familiares de preparación: por ejemplo, la berenjena reemplaza la carne en el hígado picado, un plato tradicional asquenazí. A través de estas técnicas, Meyer buscó integrar alimentos locales desconocidos en la cocina de los inmigrantes, al tiempo que enmarcaba esta transición culinaria como una elección racional y un deber nacional.
El recetario no menciona las leyes dietéticas judías. No hay referencia a la kashrut, y en un momento dado, el texto incluso sugiere almacenar lácteos y carne juntos en el mismo refrigerador. Esta omisión probablemente refleja la orientación secular de la ideología sionista de la época, que priorizaba la identidad nacional sobre la religiosa.

### Otros consejos
Aunque cocinar es el núcleo de la guía de Meyer, también aborda tareas como lavar, ordenar y administrar el hogar. El libro contiene una sección detallada sobre pesos y medidas y un glosario de hierbas. A pesar de instar a un cambio fundamental en los hábitos de cocina y alimentación, Meyer mantuvo la creencia convencional de que las tareas del hogar eran principalmente un papel de la mujer.
El recetario se estructura en tres secciones: hebreo, alemán e inglés, cada una con recetas idénticas. La elección del idioma y el tono pedagógico coherente del autor también reflejan preocupaciones prácticas e ideológicas. Dado que los nuevos inmigrantes aún no dominaban el hebreo, el libro incluye un diccionario para facilitar la adquisición de vocabulario, como parte de un esfuerzo más amplio por promover la alfabetización hebrea. El alemán, la lengua materna del autor, también era ampliamente hablado entre el público inmigrante europeo. El inglés, como lengua administrativa del Mandato, cumplió una función importante en ese contexto político.

## Material visual
El diseño de la cubierta del libro indica que su público objetivo son los inmigrantes europeos. Representa a una mujer vestida a la moda de la Europa del período de entreguerras, cocinando frente a un muro de ladrillo al aire libre. Con una mano remueve una olla en un hornillo Primus de queroseno, un «icono de la cocina de bajo presupuesto en Palestina». En la otra mano sostiene un libro: el libro de cocina en sí. La inclusión de este detalle crea una mise en abyme, con la escena repitiéndose infinitamente como una «imagen dentro de una imagen». A su derecha hay una bandeja con productos locales: uvas, naranjas, calabacines y berenjenas, mientras que a su izquierda hay un plato preparado, cuidadosamente presentado. Al fondo, un hombre y dos niños están sentados al aire libre en una mesa puesta, lo que sugiere un entorno familiar. De este modo, el libro articula ya en la portada el objetivo central de Meyer: promover una «cocina palestina» compartida y cohesionada, basada en los productos agrícolas del país y capaz de fomentar la identidad comunitaria entre los nuevos inmigrantes.
El libro incluye ilustraciones que muestran, entre otras cosas, la forma correcta de sentarse o pararse durante las tareas de cocina para ayudar a prevenir la fatiga, el agotamiento y el dolor de espalda.
Wie kocht man in Erez-Israel integra anuncios frecuentes —que aparecen cada pocas páginas— de productos de cocina y alimentos de fabricación judía, como marcas específicas de aceite o estufas más eficientes. Estos anuncios aparecen solo en la sección hebrea. Son exclusivamente para productos judíos, y Meyer insta constantemente a los lectores a comprarlos, sin importar su mayor costo o la existencia de alternativas árabes más económicas, que ignora deliberadamente. Su mensaje es explícito: «El deber del ama de casa palestina es apoyar las industrias domésticas». Este posicionamiento revela el papel del libro de cocina dentro de la campaña Totzeret HaAretz, una iniciativa respaldada por el Estado para promover la producción agrícola e industrial judía como parte del proyecto más amplio de construcción nacional.

## Transculturalismo
Los esfuerzos de Meyer por adaptar los principios culinarios europeos a Palestina reflejan solo una forma limitada de intercambio transcultural. Si bien Meyer reconoce la gastronomía árabe, su enfoque se mantiene firmemente arraigado en las tradiciones culinarias centroeuropeas: Wie kocht man in Erez-Israel no incluye recetas de origen judío mizrají ni sefardí.
Al igual que otros libros de cocina sionistas, que enfatizan el uso de ingredientes locales para afirmar una conexión con la tierra, mientras ocultan la conexión de estos alimentos con el pueblo palestino, Wie kocht man in Erez-Israel destaca los ingredientes, pero se niega a nombrar a las personas que los producen. Meyer se refiere a ellos distantemente como «árabes» o «población nativa», al tiempo que destaca la limitada capacidad de los inmigrantes europeos para disfrutar de la «comida picante» de los nativos.

## Recepción
Wie kocht man in Erez-Israel se convirtió en un gran éxito entre los inmigrantes judíos y dio fama a Meyer entre las amas de casa. Por 10 piastras, el libro de cocina estaba disponible en librerías, oficinas de WIZO y supermercados. Nanny Margulies-Auerbach y Theodor Zlocisti, ambos prominentes figuras sionistas, elogiaron el libro por sus recetas accesibles y saludables, y su profundo papel en el apoyo a la vida de los inmigrantes. Margulies-Auerbach destacó su contribución al bienestar familiar y comunitario, mientras que Zlocisti lo consideró parte de una transformación más amplia de la cocina judía en Palestina. Se mantuvo impreso hasta bien entrada la década de 1950.
Conocido principalmente hoy en día entre especialistas y coleccionistas dedicados, Wie kocht man in Erez-Israel ha desaparecido en gran medida de la memoria cotidiana israelí. Sus recetas, aunque rara vez se preparan hoy en día, están comenzando a despertar un renovado interés, gracias a la distancia histórica. Sobre todo, el libro de cocina y su contenido representan un legado compartido que vincula a los israelíes asquenazíes con Alemania y el resto de Europa.

### Citas
1. ↑  Alianov-Rautenberg, 2023, pp. 17–18.
2. ↑  Alianov-Rautenberg, 2023, p. 2.
3. ↑  Alianov-Rautenberg, 2023, p. 160.
4. ↑  Alianov-Rautenberg, 2023, pp. 179–180.
5. 1 2  Müller, 2024, p. 176.
6. 1 2 3  Prieto Piastro, 2021, p. 33.
7. 1 2 3 4  Raviv, 2015, p. 121.
8. ↑  Prieto Piastro, 2021, pp. 33–34.
9. 1 2 3 4  Müller, 2024, p. 178.
10. 1 2 3 4  Prieto Piastro, 2021, p. 34.
11. 1 2 3 4  Raviv, 2015, p. 123.
12. ↑  Prieto Piastro, 2021, p. 35.
13. 1 2  Alianov-Rautenberg, 2023, p. 181.
14. 1 2  Ranta y Ichijo, 2022, pp. 122–123.
15. ↑  Alianov-Rautenberg, 2023, p. 180.
16. ↑  Alianov-Rautenberg, 2023, p. 183.
17. ↑  Prieto Piastro, 2021, pp. 32–33.
18. ↑  Alianov-Rautenberg, 2023, p. 182.
19. 1 2  Müller, 2024, pp. 182–183.
20. 1 2  Alianov-Rautenberg, 2023, pp. 179–181.
21. ↑  Prieto Piastro, 2021, pp. 149–150.